# BSA Winged Wheel
Het BSA Winged Wheel was een door BSA in Birmingham geproduceerd achterwiel met hulpmotor dat werd geproduceerd van 1953 tot 1955. 

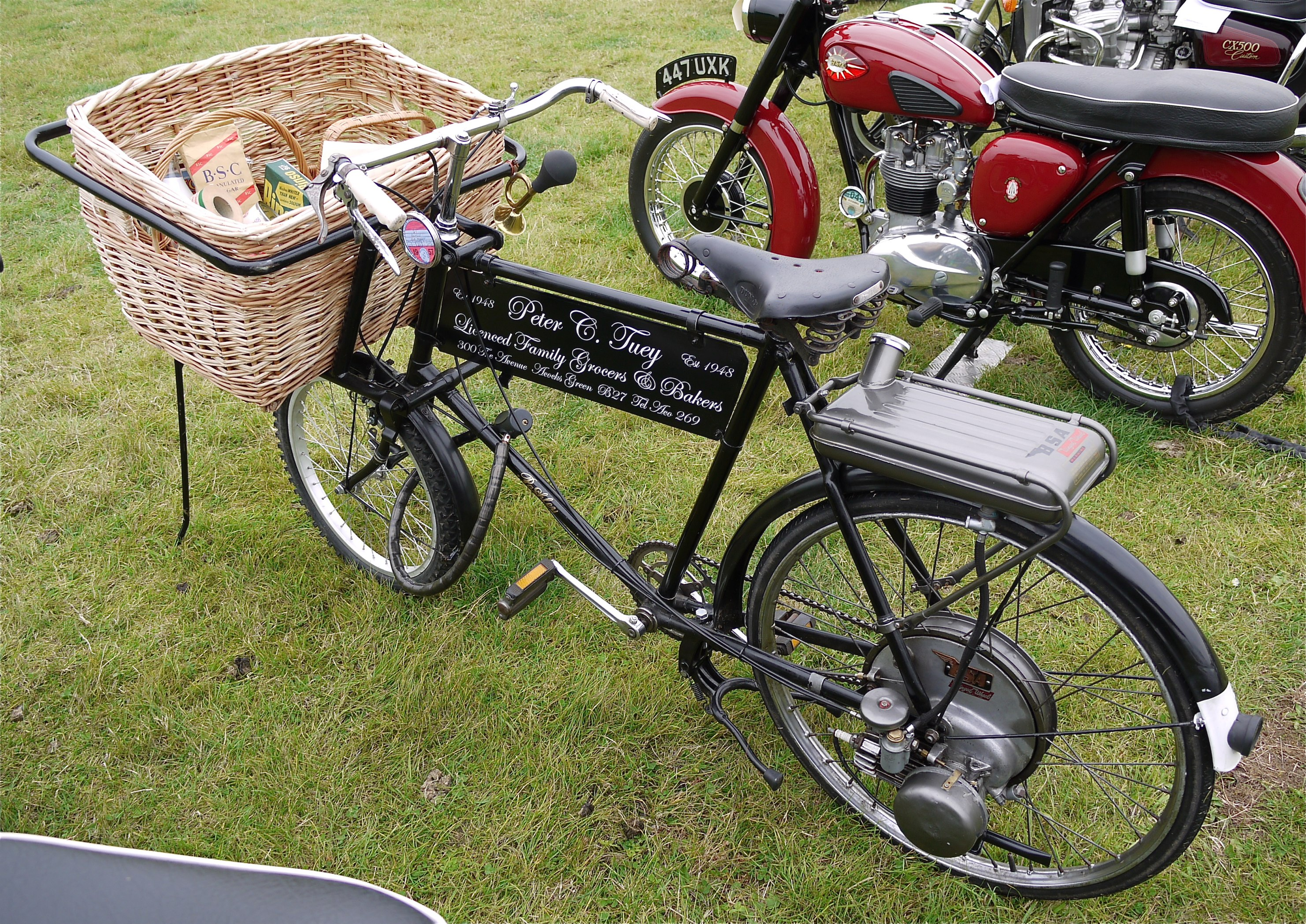

BSA bouwde het Winged Wheel als goedkoop alternatief vervoer, waar in de jaren vijftig behoefte aan was. Het werd compleet geleverd, met alle kabels aangesloten en carburateur en ontsteking afgesteld. De klant kon zonder technische kennis het normale achterwiel van een fiets vervangen door het Winged Wheel, de bedieningselementen op het stuur zetten en de bagagedrager vervangen door de BSA-bagagedrager waar de benzinetank aan vast zat. 
Het Winged Wheel werd ook via beide Amerikaanse importeurs geleverd: aan de Westkust door Hap Alzina in Oakland (Californië) en aan de Oostkust door BSA Incorporated in Nutley (New Jersey). 
Het werd echter geen succes. In de VS waren fietsen niet erg populair en in Europa werden hulpmotoren (zoals ook de Duitse Velmo) ondergesneeuwd door de opkomst van de bromfiets. 